# 理学療法

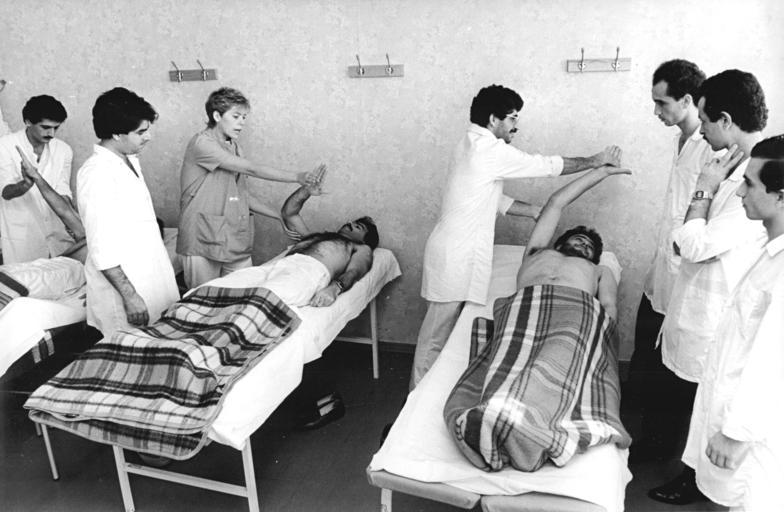
1980年代の理学療法士教育課程

理学療法（りがくりょうほう、英語: physiotherapy、physical therapy）とは身体に障害のある者に対し、主としてその基本的動作能力の回復を図るため、治療体操その他の運動を行わせ、及び電気療法、マッサージ、温熱その他の物理的手段を加えることをいう。
理学療法の中には、大きく分けて、運動療法と物理療法、動作訓練がある。
また能力障害が残ったときには、基本的動作や日常生活活動を改善するための指導、そして社会生活を送る上で不利な要素を少なくするため、福祉用具の選定や住宅改修・環境調整、在宅ケア等も含まれる。近年では、生活習慣病の予防、コントロール、障害予防も理学療法の対象であるといえる。